# Bromatometrie
Die Bromatometrie ist eine Redox-Titration, bei der eine Probe in saurem Milieu mit einer Kaliumbromatlösung oxidiert wird, wobei diese zu Bromid reduziert wird.
Die Bromatometrie ist eine Methode der Oxidimetrie, wobei am Endpunkt freies Brom auftritt, durch das die Lösung schwach gelb gefärbt und ein evtl. vorhandener Indikator entfärbt wird. Anwendung vor allem zur Bestimmung von Hydrazin sowie der Kationen As3+, Sb3+, Sn2+, Cu+ und Tl+.
Beispiel mit Eisen(II)-Ionen:
{\displaystyle \mathrm {6\ Fe^{\,2+}+BrO_{3}^{\,-}+6\ H^{\,+}\rightleftharpoons Br^{\,-}+6\ Fe^{\,3+}+3\ H_{2}O} }
Erst wenn keine oxidierbare Probe mehr vorhanden ist, reagieren Bromid und Bromat unter Komproportionierung zu elementarem Brom. 
{\displaystyle \mathrm {BrO_{3}^{\,-}+5\ Br^{\,-}+6\ H^{\,+}\rightleftharpoons 3\ Br_{2}+3\ H_{2}O} }
Da Brom in der Lage ist, organische Farbstoffe zu zerstören, wird als Indikator ein Farbstoff wie Methylorange zugesetzt. Die Entfärbung zeigt den Endpunkt der Reaktion an.
Mit der Bromatometrie werden vor allem Halbmetalle wie Arsen, Kupfer, Thallium, Zinn, Iridium, Tantal, Titan, Zirconium, Bismut und Antimon bestimmt.
Bismut(III)-Verbindungen lassen sich nicht direkt mit Kaliumbromat titrieren, da für Bismut +3 bereits die stabilste Oxidationsstufe ist. Stattdessen wird das dreiwertige Bismut mit metallischem Kupfer zu metallischem Bismut(0) reduziert. Die dabei gebildeten Cu+-Ionen werden anschließend mit Kaliumbromat titriert.